# Залога Вільям Олександрович
Ві́льям Олекса́ндрович Зало́га (нар.29 серпня 1936, Київ) — український науковець, доктор технічних наук, професор.

## Життєпис
Народився 29 серпня 1936 р. у м. Києві, українець.
Трудову діяльність почав у 1954 р. робітником Куянівського цукрового комбінату Сумської області.
З 1955 по 1958 р. служив у лавах Радянської армії.
У 1964 закінчив машинобудівний факультет Харківського політехнічного інституту ім. В. І. Леніна.
З 1965 по 1969 р. працював за направленням на заводі (в/ч 44528, м. Батайськ Ростовської області) як майстер, технолог, заступник начальника цеху.

## Наукова кар'єра
Вільям Залога працює в Сумському державному університеті (СумДУ) з 1969 р. на посадах асистента, старшого викладача, доцента, професора, завідувача кафедри. У період з 1970 до 1973 роках навчався в аспірантурі ХПІ під керівництвом доктора технічних наук, професора Семка М. Ф. та кандидата технічних наук, доцента А. І. Грабченка.
Кандидат технічних наук з 1974 р. У 1977 р. присвоєно звання доцента. З 1978 по 1990 рік обіймав посаду завідувача кафедри «Металорізальні верстати та інструменти» (МРВ), з 1993 р. працює на посаді професора. У 1995 р. йому присвоєно звання професора по кафедрі МРВ. У 2000 р. захистив докторську дисертацію за спеціальністю 05.03.01 — Процеси механічної обробки, верстати та інструменти.
З 2002 - 2020р. Залога знову працює на посаді завідувача кафедри МРВ СумДУ, а з 2007 р., після об'єднання кафедр "Технологія машинобудування" (завідувач - Захаркін О.У.[недоступне посилання з липня 2019], к.т.н., доцент) та "Металорізальні верстати та системи" (завідувач - Залога В.О., д.т.н., професор), 
3 2020 р. працює на посаді професора кафедри "Технологія машинобудування, верстати та інструменти".

## Наукові інтереси
Вільям Залога керує науковим напрямком з проблем «Створення нових та удосконалення існуючих технологічних процесів механообробного виробництва», на базі якого створено науково-педагогічну школу. Під керівництвом В. О. Залоги підготовлені та захищені 18 дисертаційних робіт, зокрема три докторські.Науково-педагогічний стаж 55 років. Колом наукових інтересів є теорія різання, моделювання робочих процесів високих технологій, інтегровані процеси оброблення. 

У 2004 р. В. О. Залогу обрано академіком АН ВО України з відділення механіки та машинобудування.

## Відзнаки і нагороди
Вільям Залога нагороджений: від імені Мінвузу СРСР та ЦК профспілок двома знаками «Победитель соцсоревнования» (1976 та 1978 р.), знаком «Изобретатель СССР», Почесною грамотою Мінвузу СРСР за найкращу науково-дослідну роботу (1988 р.), знаком «Відмінник освіти України» (2002 р.), У 2005 році він нагороджений Почесною грамотою Міністерства освіти і науки України за багаторічну сумлінну працю, вагомий особистий внесок у підготовку висококваліфікованих спеціалістів, плідну науково-педагогічну діяльність. Вільям Залога нагороджений знаком «Петро Могила» (2007 р.), Почесною грамотою Української федерації вчених за розробку та впровадження нових технологій у виробництві різальних інструментів та за підготовку науково-педагогічних кадрів (2004 р.), має Подяку ВАК України за багаторічну сумлінну працю у складі експертної ради ВАК з машинознавства та загального машинобудування. 24.07.2012 р. Указом президента України №455/2012 призначена "Стипендія видатним діячам освіти".Занесений на Дошку Пошани «Педагогічна гордість Сумщини» (2014 р.),  Почесна Грамота СумДУ» (2008р.); Грамота Департаменту освіти і науки Сум. обл. держ. адм. (2015р.), та«За наукові та освітні досягнення» (2018р.).
У 2004 р. рішенням вченої ради присвоєно почесне звання «Заслужений професор СумДУ». Вільям Залога обраний почесним професором кафедр «Інтегровані технології машинобудування» ХПІ (м. Харків),  «Технологія машинобудування» КПІ (м.Київ) та "Металорізальні верстати та інструменти" ДДМА (м. Краматорськ).
В. О. Залога є членом вченої та наукової рад і членом атестаційної комісії університету. Він є членом спеціалізованих вчених рад із захисту докторських та кандидатських дисертацій у м. Харкові (НТУ ХПІ) та у м. Києві (ДТУ технологій та дизайну),  членом редколегій журналів «Вісник СумДУ» та «Компрессорное и энергетическое машиностроение», «Вісник СумДУ», «Сучасні технології в машинобудуванні (м. Харків), «Компрессорное машиностроение» (м.Суми), «Надійність інструменту та оптимізація технологічних систем» (м. Краматорськ). Шість років (з 2002 до 2008  р.) був членом експертної ради ВАК України.
Обраний почесним професором кафедр:
-	«Технологія машинобудування» НТУУ «Київський політехнічний інститут»;
-	«Інтегровані технології машинобудування» НТУУ «Київський політехнічний інститут»;
-	 «Інтегровані технології машинобудування» ім. М.Ф.Семко 
НТУ «Харківський політехнічний інститут»;
-	«Металорізальні верстати та інструменти» Донбаської державної академії.

## Праці
Має понад 630 публікацій, тому числі: 7 підручників, 15 монографій, 8 навчальних посібників, 41 учбово-методичного характеру, 25 авторських свідоцтв і патентів на винаходи